# Antoinette van Lotharingen

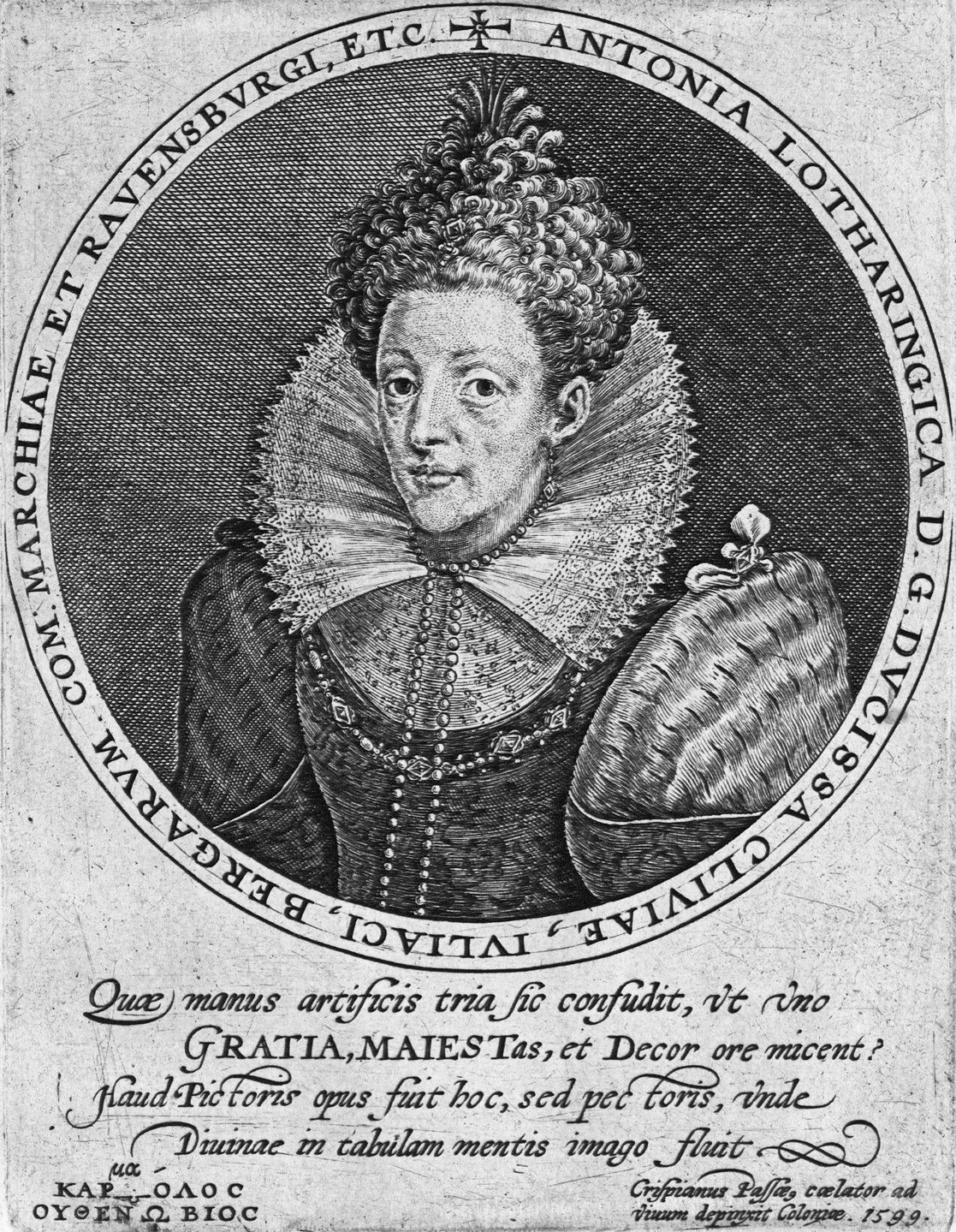
Antoinette van Lotharingen.

Antoinette van Lotharingen (26 augustus 1568 - 23 augustus 1610) was van 1599 tot 1609 hertogin-gemalin van Gulik-Kleef-Berg. Ze behoorde tot het huis Lotharingen.

## Levensloop
Antoinette was de tweede dochter van hertog Karel III van Lotharingen en Claudia van Valois, dochter van koning Hendrik II van Frankrijk. 
Na de moord op Jacoba van Baden in 1597 werd ze op 20 juni 1599 de tweede echtgenote van de geesteszieke hertog Johan Willem van Gulik-Kleef-Berg. Dit huwelijk betekende een versterking van de banden tussen Gulik-Kleef-Berg en het katholieke hertogdom Opper-Lotharingen.
Omdat het huwelijk tussen Antoinette en Johan Willem ook kinderloos bleef, dreigde de spanning die ontstaan was tussen de regentenraad en de eerste echtgenote van haar man Johan Willem zich te herhalen. Uiteindelijk wist ze het respect van de raad te winnen door de raadsleden als mederegentes van haar echtgenoot bij de regeringszaken te betrekken. Ook wist de gevaarlijkste regent, maarschalk Schenkern, van het hof te verdrijven en moest de regentenraad voortaan hun aandeel in de regeringszaken in regel nemen. 
Na het overlijden van haar echtgenoot Johan Willem in 1609 verliet ze in Gulik-Kleef-Berg. Een jaar later, in augustus 1610, stierf Antoinette op 41-jarige leeftijd.